# Impasse Turquet
L'impasse Turquet est une petite impasse de Lyon. Elle contient les plus vieilles maisons de la ville avec les plus vieux balcons en bois datés d’entre le XVe et le XVe siècle.

## Histoire

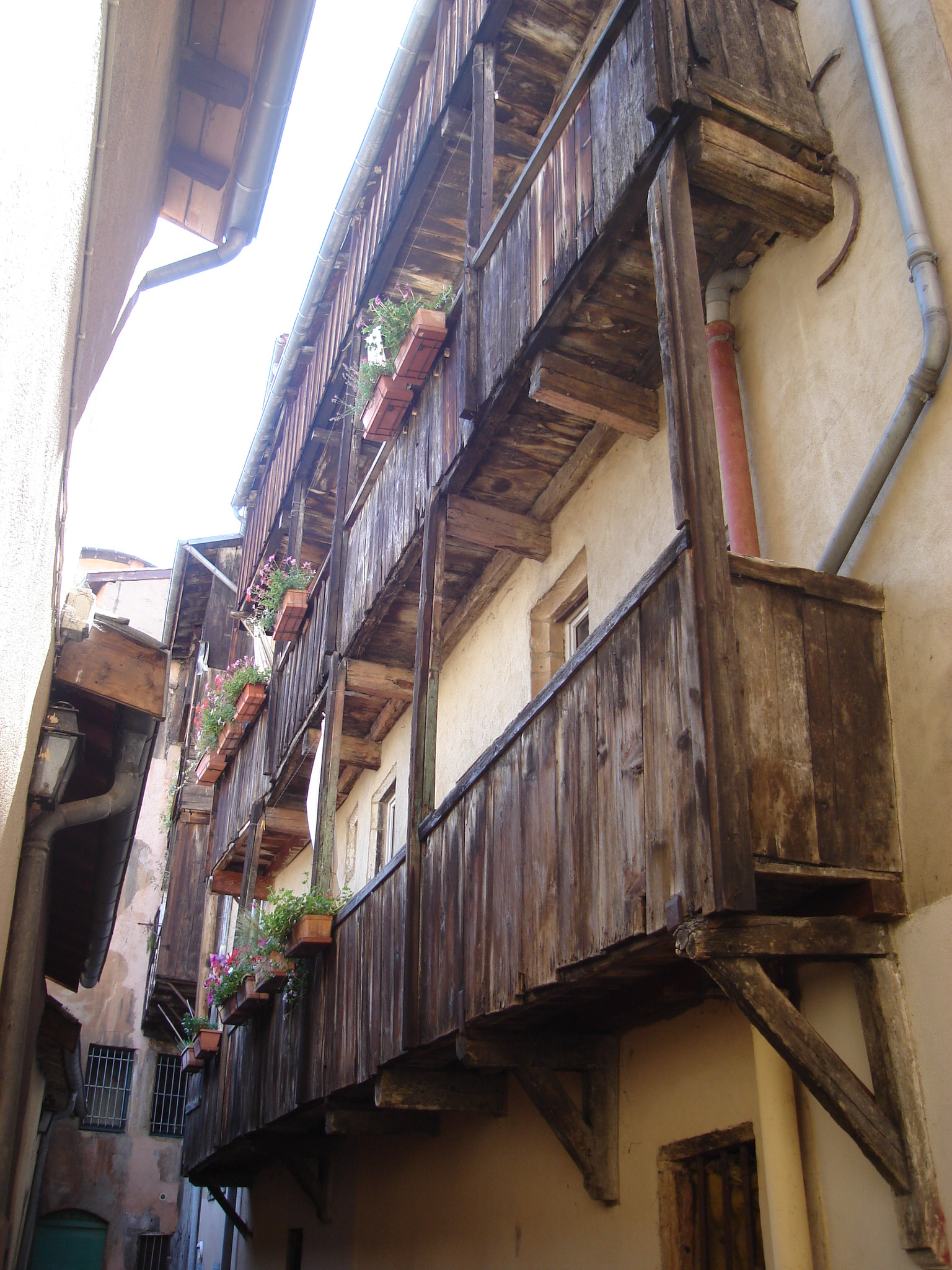
Les plus vieux balcons de bois de Lyon.

Cette petite impasse date du XIVe siècle ou XVe siècle mais est attestée seulement depuis 1838 dans l’annuaire de Lyon,, elle dispose des plus vieux balcons en bois de Lyon en façade des plus vieilles maisons de la ville. 
Elle est nommée au Moyen-Âge
 d'après Étienne Turquet, qui obtient de François Ier le privilège de fabriquer de la soie à Lyon.

## Description
L'impasse est accessible uniquement depuis la montée du Gourguillon entre le numéro 5 et 7. Elle est constituée d’un court escalier d’une dizaine de marches avec un tournant en angle droit qui descend sur une ruelle d’une vingtaine de mètres de long. On peut également voir une tour style Renaissance dans une cour attenante.
Le numéro 10 présente des balcons en bois donnant sur la rue, construction unique dans le Vieux Lyon, dont certaines poutres datent du XIVe siècle.
Une plaque commémorative a été apposée à l’entrée par la Ville de Lyon[réf. souhaitée]. La rue est inscrite dans la liste du patrimoine mondiale de l’Humanité de l’UNESCO comme partie du Vieux Lyon.